# 노슬리치

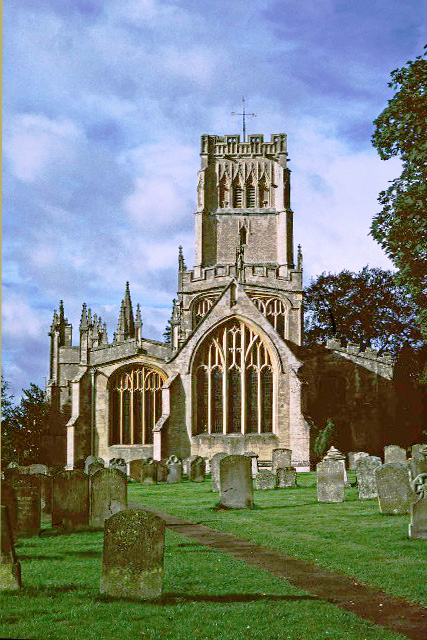
노슬리치

노슬리치(영어: Northleach)는 잉글랜드 글로스터셔주에 위치한 도시로 인구는 1,854명(2011년 기준)이다. 시런세스터에서 북동쪽으로 약 16km, 첼트넘에서 남동쪽으로 약 18km 정도 떨어진 곳에 위치한다.